# 李盛唐 (滿洲國)
李盛唐（1884年—20世纪？），奉天省（今辽宁省）奉天府（今瀋陽）人。原為奉系軍人，後成為满洲国军事人物。

## 生平
李盛唐毕业于日本陆军士官学校。1920年任哈满司令部上校参谋长，1927年晋升少将，1931年晋升中将，任蒙疆督办公署参谋长。
1931年满洲事变，日軍侵滿，李盛唐投降日本，任满洲国洮辽警備司令部参谋长、少将。1934年9月晋升中将，任满洲国军政部参谋司长。1935年5月至1937年6月，任满洲国军政部次长。